# 프린스 모하메드 경기장
프린스 모하메드 경기장(아랍어: استاد الأمير محمد, 영어: Prince Mohammed Stadium)은 은 요르단 자르카에 있는 다목적 경기장이다. 현재는 주로 축구 경기에 사용된다. 경기장의 수용 인원은 11,400명이다.